# Petham
Petham is een civil parish in het bestuurlijke gebied City of Canterbury, in het Engelse graafschap Kent met 708 inwoners.